# Pałac w Kozłówce

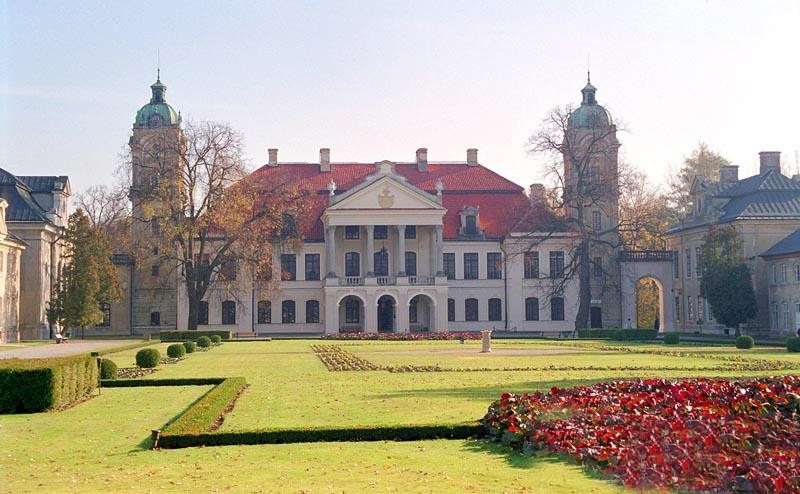
Front pałac Zamoyskich

Pałac w Kozłówce – zabytkowy pałac z zespołem w miejscowości Kozłówka (powiat lubartowski).
Zespół pałacowo-parkowy rodziny Zamoyskich, we wsi, która leży w północnej części województwa lubelskiego, 9 km na zachód od Lubartowa oraz ok. 2 km na płd.-wsch. od miasta Kamionka. Obecnie pałac jest siedzibą Muzeum Zamoyskich w Kozłówce. Na południu miejscowości znajduje się Kozłowiecki Park Krajobrazowy. 16 maja 2007 roku zespół pałacowo-parkowy został wpisany na listę Pomników historii.

## Historia pałacu
Pałac zbudowany został w latach 1736–1742 przez wojewodę chełmińskiego Michała Bielińskiego, zaprojektowany prawdopodobnie przez włoskiego architekta Józefa II Fontanę, który realizował barokowy schemat entre cour et jardin (między dziedzińcem a ogrodem). Między latami 1799–1944 majątek należał do Zamoyskich. Pałac okres świetności przeżywał za czasów Konstantego Zamoyskiego, który przemienił go w swoją główną siedzibę. W końcu XIX w. rozpoczęto przebudowę pałacu, która trwała do 1914. Stosunkowo skromny pałac w Kozłówce stał się jedną z najokazalszych siedzib na terenie Królestwa Kongresowego. Do korpusu głównego dodano od frontu portyk kolumnowy wsparty na arkadach, a od ogrodu taras ze schodami do parku (zburzony po II wojnie światowej). Po bokach bryłę główną ujęto wysokimi wieżami. Nową dekorację otrzymały wnętrza, do których plafony w stylu regencji i rokoka projektował Jan Heurich (mł.). Pałac został przystosowany do wymogów współczesnych. W wieżach umieszczono potężne zbiorniki na wodę, na parterze i pierwszym piętrze zainstalowano łazienki.
Wnętrza zapełniły się kopiami starych mebli i obrazów, wśród których dominowały portrety rodzinne oraz wizerunki postaci związanych z rodem Zamoyskich. Zbiór ten odzwierciedlał dumę rodową właściciela.
W 1903 po wieloletnich staraniach ustanowienie ordynacji kozłowieckiej przez cara Mikołaja II. Oznaczało to, że dobra te nie podlegały podziałowi i były w całości dziedziczone przez najstarszego syna.
W 1928 w ogrodach okalających pałac odbywał się obóz szkoleniowy polskiej reprezentacji gimnastycznej na Letnie Igrzyska Olimpijskie w Amsterdamie, który zorganizował właściciel dóbr, a jednocześnie prezes Polskiego Towarzystwa Gimnastycznego „Sokół” – Adam Michał Zamoyski.
Na początku lipca 1944 r. Zamojska, w obawie przed rozkradzeniem po nadejściu frontu, wywiozła do znajomych do Warszawy część wyposażenia pałacu i zgromadzonych w nim pamiątek, jak miniatury, medaliony, wyroby porcelanowe i z kości słoniowej, najcenniejsze zbiory rodzinne, dzieła sztuki. Majątek ten został później całkowicie zniszczony podczas powstania warszawskiego. Około 20 lipca 1944 pałac w Kozłówce został zajęty przez Armię Czerwoną i przez pewien czas służył jako kwatera dowódcy. Urzędujący w nim oficer Armii Czerwonej osobiście dopilnował, aby pozostawione i nie wywiezione do Warszawy zbiory i wyposażenie pałacu nie uległy zniszczeniu ani rozkradzeniu.
Od listopada 1944 pałac jest własnością państwa. Pełnił w tym czasie funkcję m.in. składnicy muzealnej Ministerstwa Kultury i Sztuki, a od 1979 r. jest siedzibą muzeum (od 1992 Muzeum Zamoyskich w Kozłówce).
W pałacu kręcono amerykańsko-brytyjski film wojenny z 2004 – Aryjska para.

## Pałac
We wnętrzach, które zachowały autentyczny wystrój z przełomu XIX wieku i XX wieku w tym: neobarokowe i neoregencyjne plafony, piece z miśnieńskich kafli, marmurowe kominki, dębowe parkiety, zgromadzona jest również niezwykła kolekcja malarstwa (przeważają portrety rodzinne oraz kopie arcydzieł malarstwa europejskiego), mebli, rzeźb, luster, kobierców, porcelany, złoconych brązów i sreber, które swego czasu stanowiły dawne wyposażenie pałacu.
Wnętrza są doskonale utrzymane i posiadają nieporównywalny w Polsce i bardzo rzadki w Europie stopień autentyzmu.

## Socrealizm
W budynku dawnej powozowni znajduje się jedyna w Polsce Galeria Sztuki Socrealizmu znana również jako „Muzeum Socrealizmu”. Galeria zawiera zbiory z I połowy lat 50. XX wieku, które liczą ponad 1600 rzeźb, rysunków, obrazów, grafik i plakatów. Są wśród nich dzieła ówczesnych czołowych polskich artystów. Swoistym dopełnieniem galerii są stojące na zewnątrz zdemontowane pomniki Bolesława Bieruta, Włodzimierza Lenina oraz Juliana Marchlewskiego. W trakcie zwiedzania galerii, z głośników usłyszeć można przemówienia sekretarzy partii komunistycznej, dźwiękowe fragmenty kronik oraz pieśni, takich jak np. Międzynarodówka.

## Inne atrakcje
Obok pałacu znajdują się:
- kaplica wzorowana na wersalskiej z kopią nagrobka Zofii z Czartoryskich Zamoyskiej
- ogród w stylu francuskiego baroku
- powozownia
- pomnik żołnierzy napoleońskich

## Dyrektorzy Muzeum Zamoyskich
- Krzysztof Kornacki (1979-2014)
- Anna Fic-Lazor (od 2015)

## Herby i zbiory muzeum

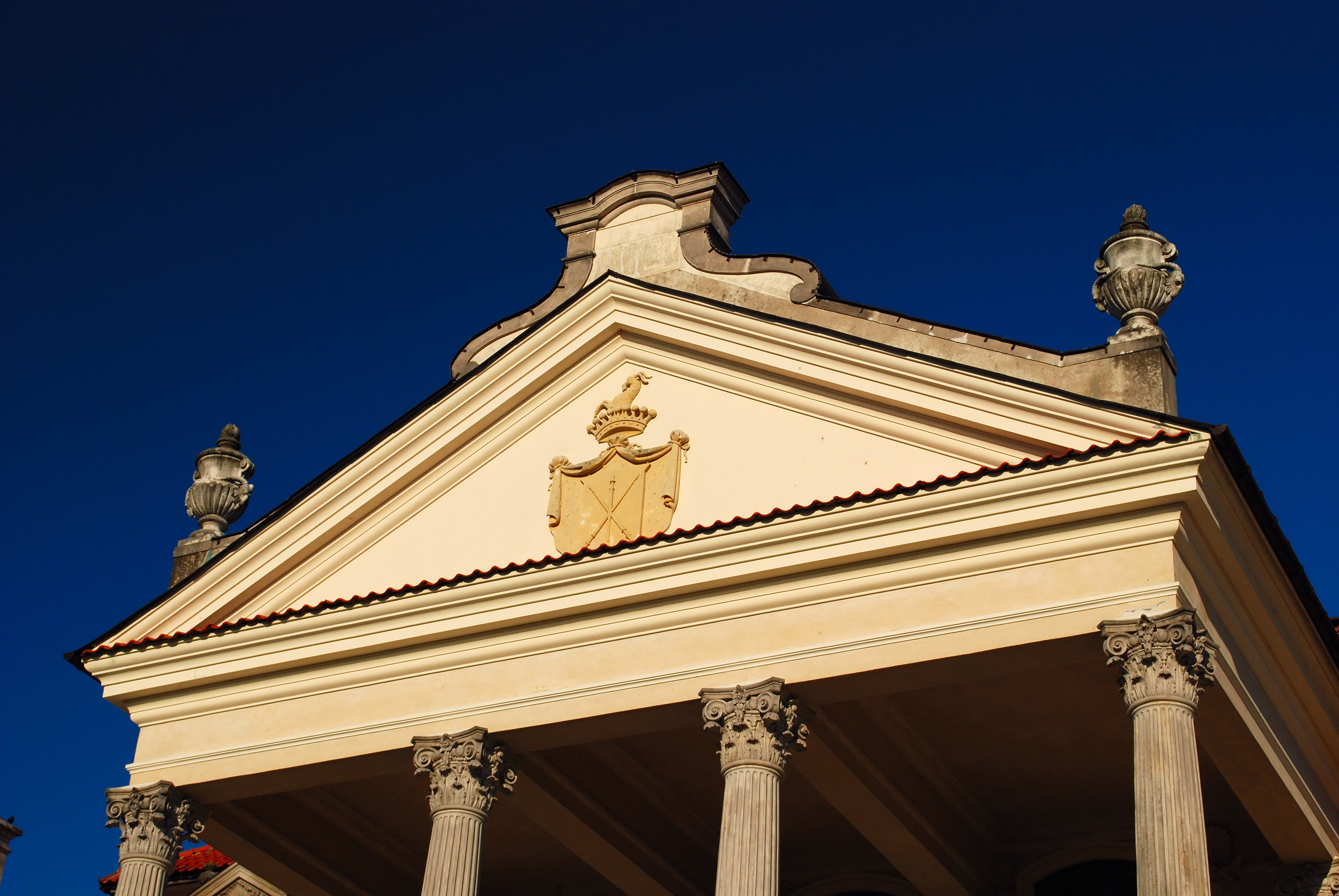
Fronton z herbem Jelita
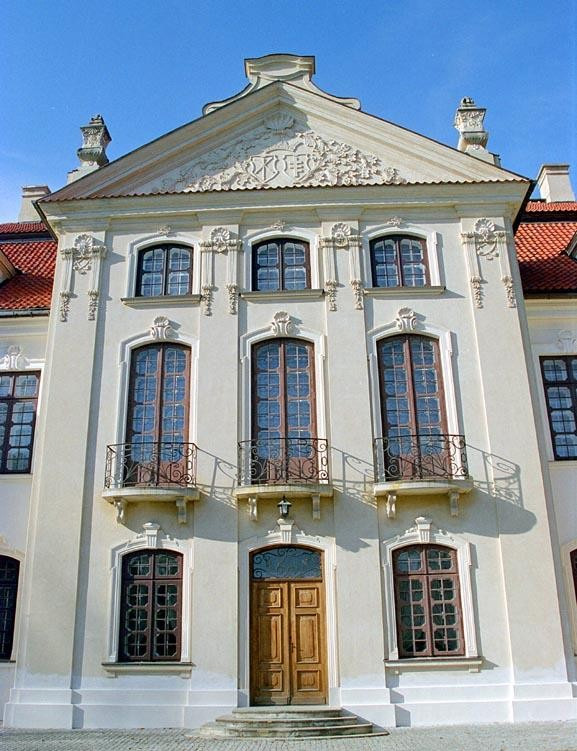
Ryzalit z herbami Jelita (L) i Pilawa (P)
Herb Jelita K. Zamoyskiego
Herb Pilawa Anieli Potockiej
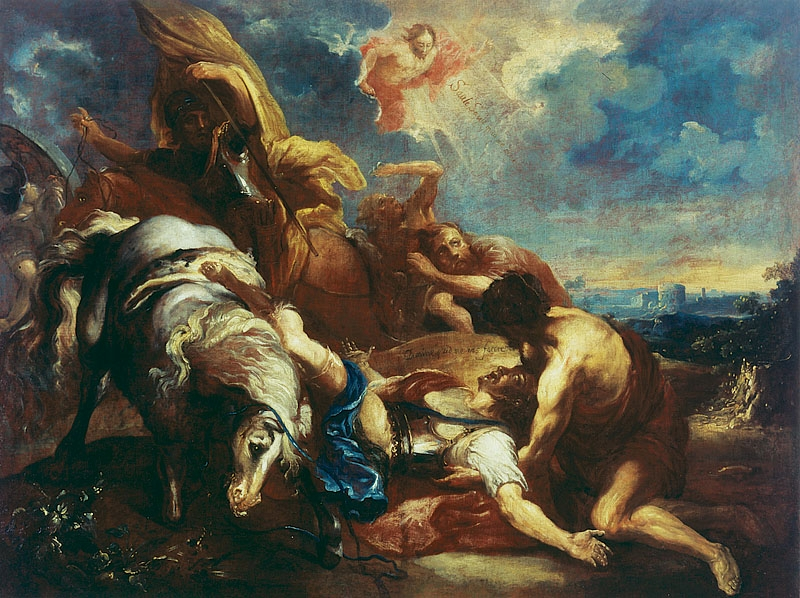
M. Willmann (prac.), Nawrócenie św. Pawła
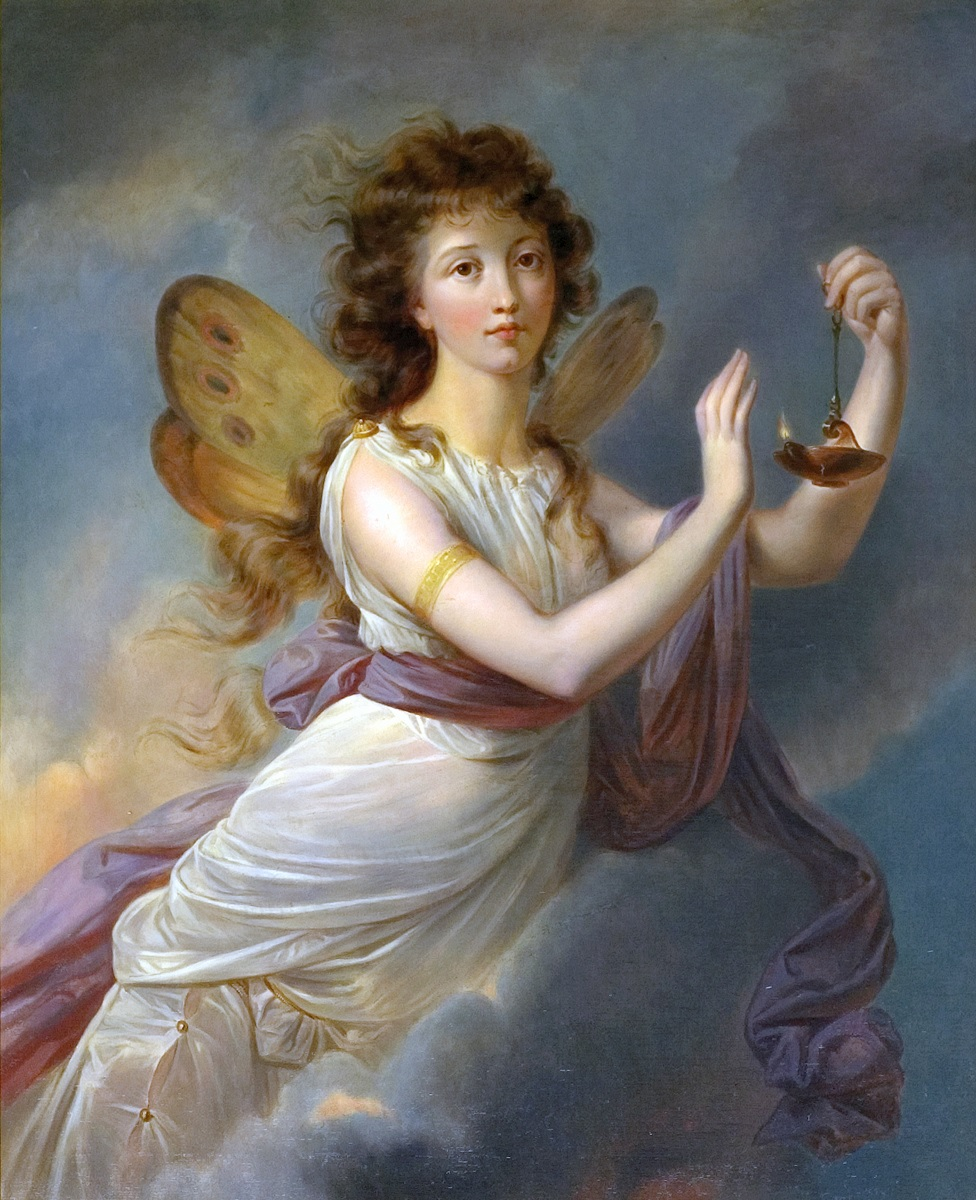
J. Lampi, Zofia jako Psyche
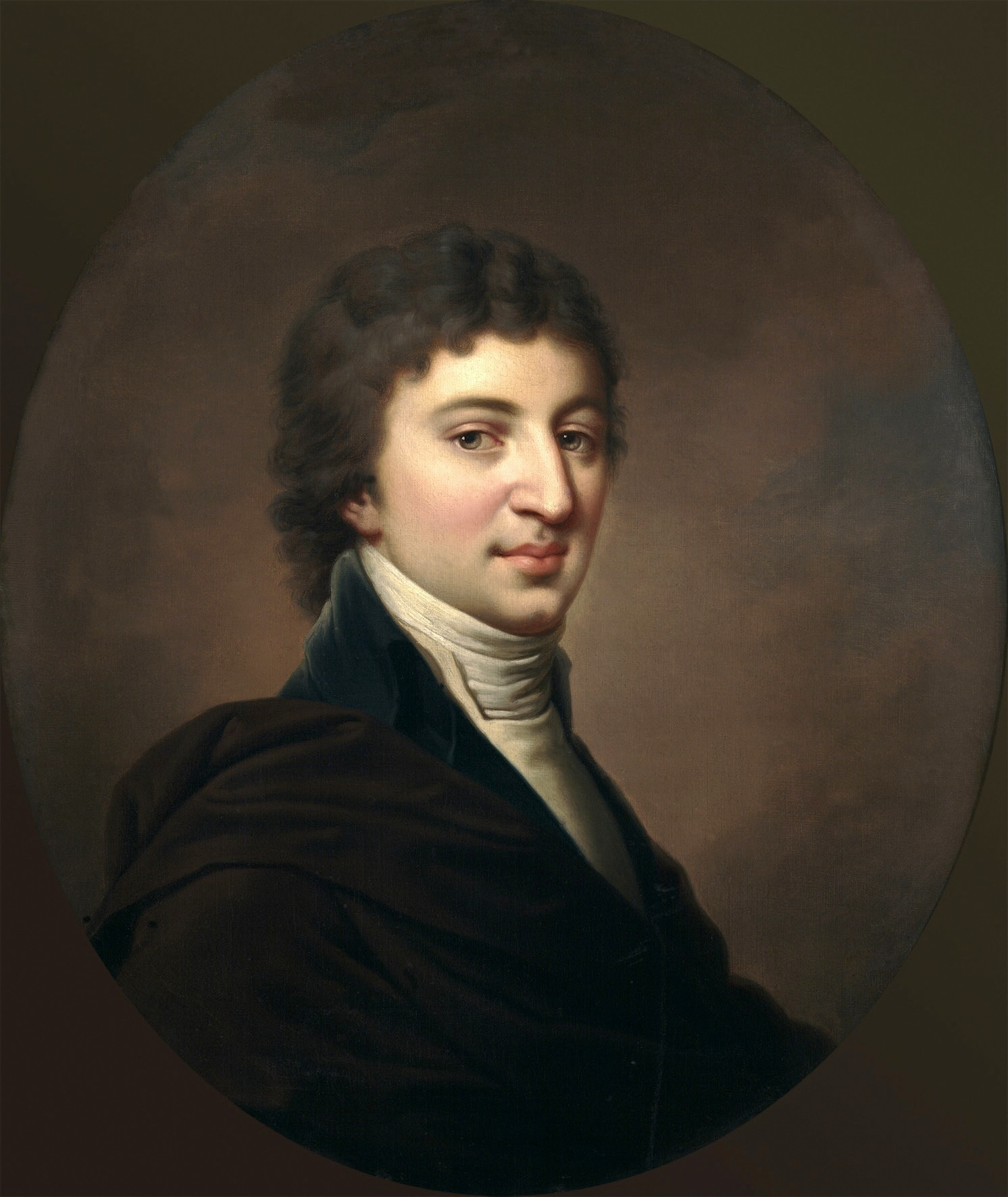
J. Buchbinder, Portret A. Zamoyskiego
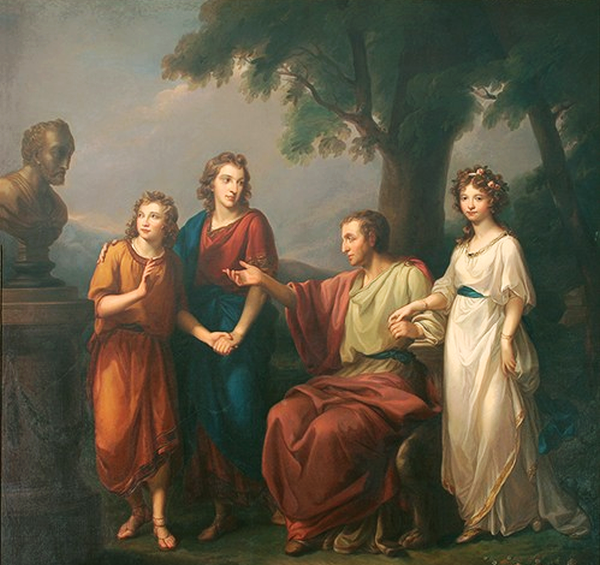
Portret Zamoyskiego z synami i córką
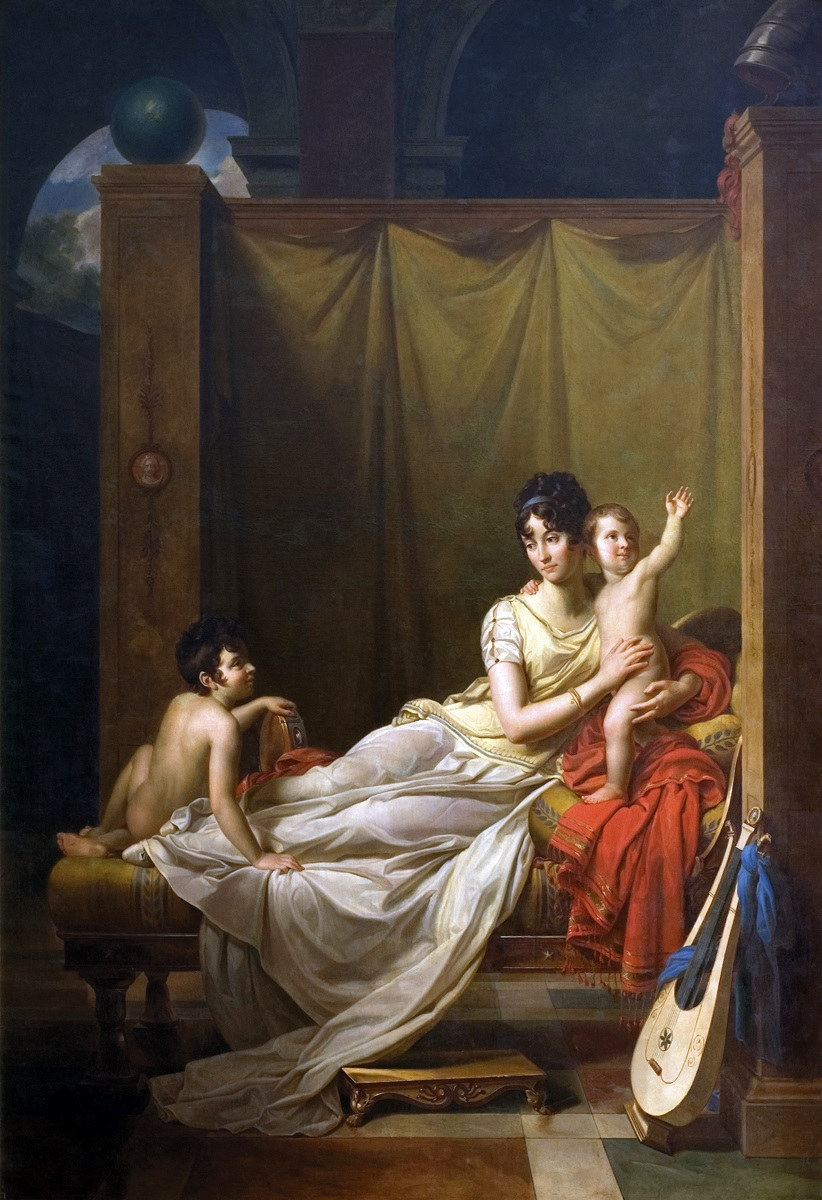
Zofii z Czartoryskich z synami
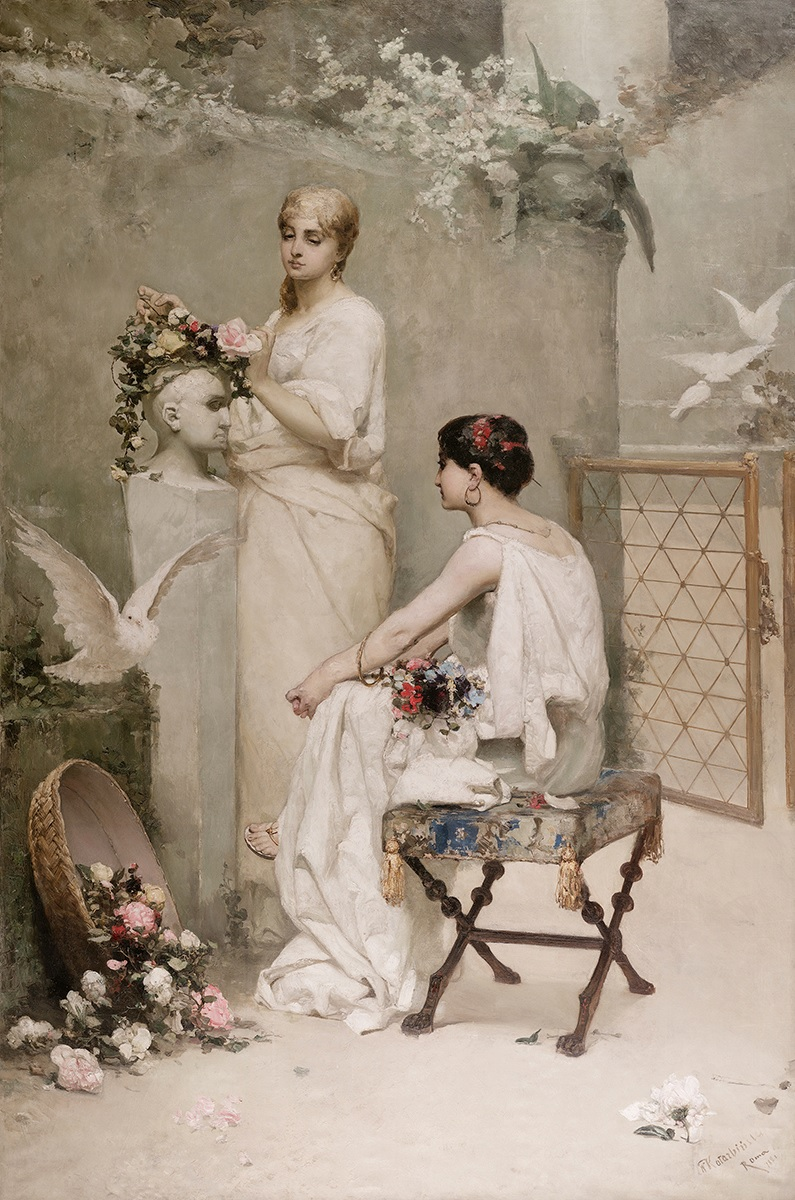
Wilhelm Kotarbiński, Wieńczenie poety
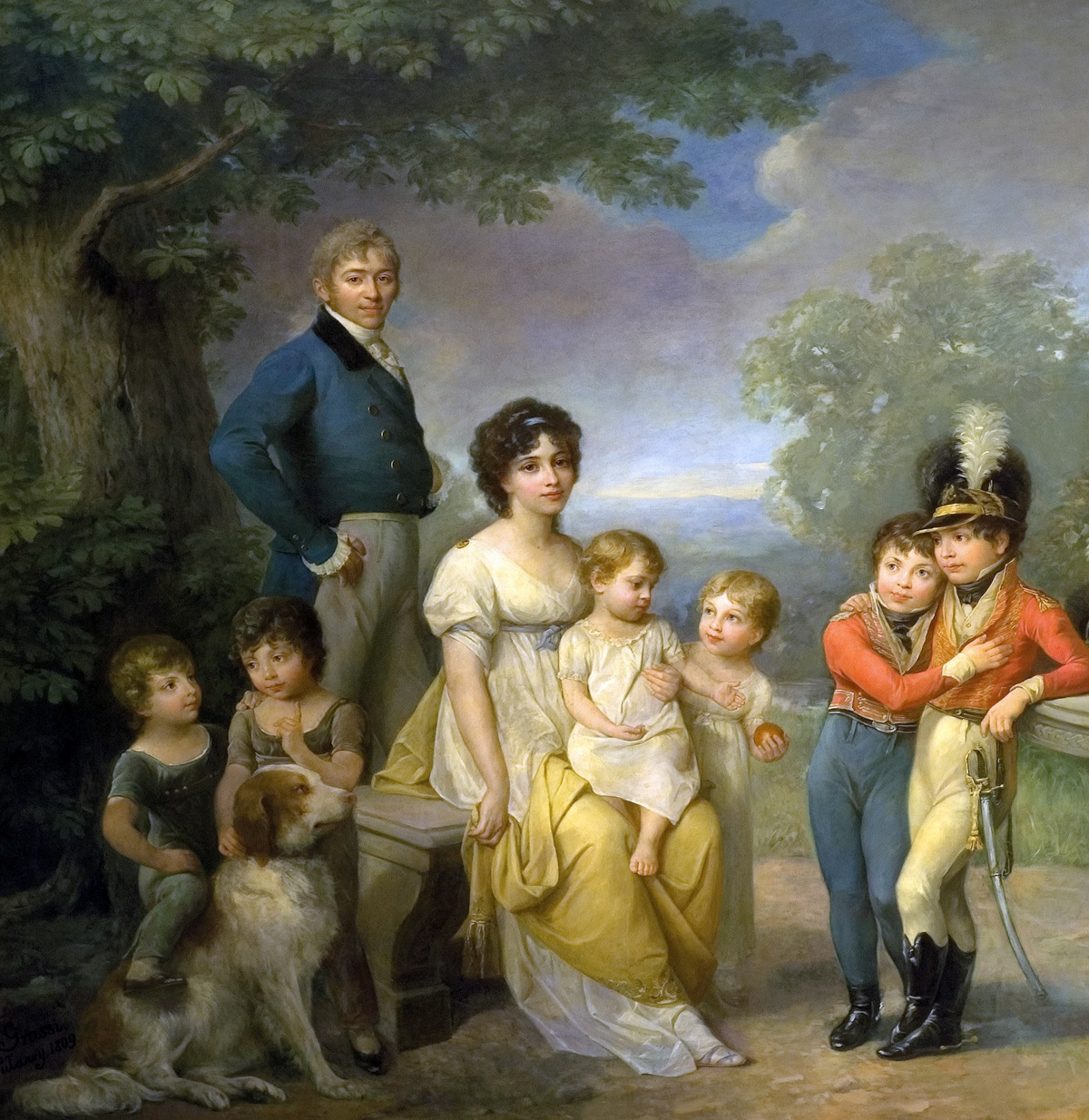
S.L.W. Norblin, Zofia i Stanisław z dziećmi
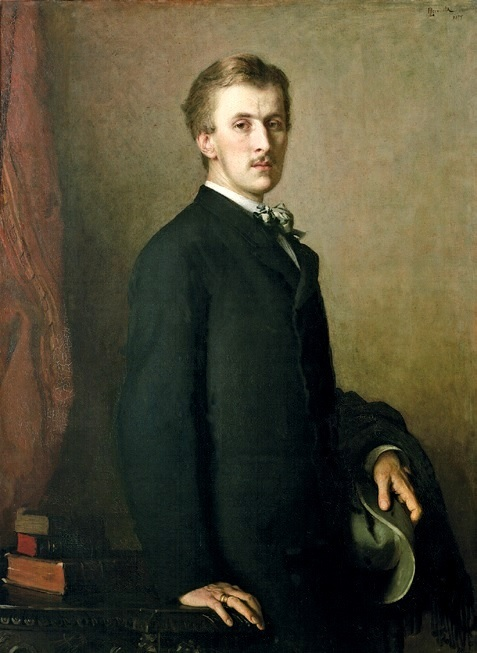
L. Horowitz, Portret K. Zamoyskiego